# Baandert (wijk)
Baandert, of ook wel De Baandert, is een woonwijk in het noorden van Sittard in de Nederlandse provincie Limburg. Deze wijk is vooral bekend als naamgever van het voormalige voetbalstadion De Baandert.

## Ligging
De wijk wordt aan de noordelijke zijde begrensd door het recreatiegebied de Schwienswei. In het oosten grenst het aan de wijk Stadbroek, in het zuiden aan het centrum en in het westen aan de wijk Overhoven, waarvan het gescheiden wordt door de Geleenbeek.

## Geschiedenis
De naoorlogse stadswijk Baandert heeft een relatief korte geschiedenis. Voor de Tweede Wereldoorlog bestond dit gebied nog vrijwel geheel uit akkers en weilanden met enkel wat verspreide bebouwing. De naam Baandert werd indertijd al gebruikt om dit gebied mee aan te duiden. Het gebied werd doorsneden door de Molenbeek, een kunstmatige aftakking van de Geleenbeek die leidde naar de Stadbroekermolen. Deze beek, die vanwege haar vroegere functie als open riool in de volksmond ook wel bekendstond als de Keutelbeek, is bij de aanleg van de wijk voor een groot gedeelte overkluisd. Langs de beek lag de buurtschap Stadbroek, die geheel in de huidige wijken Baandert en Stadbroek is opgegaan. Enkele historische boerderijen en huizen van dit plaatsje, aan de huidige Oudeweg, zijn heden ten dage nog bewaard gebleven.
Door de komst van een beeldbuizenfabriek van elektronicaproducent Philips naar Sittard en de groei van de Limburgse mijnbouwbedrijven was er halverwege de 20e eeuw in de regio steeds grotere vraag naar huisvesting. In de jaren '50 werd begonnen met de aanleg van deze grote nieuwbouwwijk direct ten noorden van de historische binnenstad van Sittard. In 1957 werd de eerste kerk gebouwd. In 1964 werd aan de Hemelsley het nieuwe stadion geopend voor de betaaldvoetbalclub RKSV Sittardia (vanaf 1968 Fortuna SC en vanaf 1982 Fortuna Sittard). Dit stadion kreeg dezelfde naam als de wijk. Op het oude voetbalterrein werd vervolgens een nieuwe kerk gebouwd. Na de sloop van het stadion in het jaar 2000 kwam er op het vrijgekomen terrein plaats voor een groot woningbouwproject (Fortunapark) waardoor de wijk flink gegroeid is.

## Kenmerken
Het oude gedeelte van de wijk wordt vooral gekenmerkt door naoorlogse blokken rijtjeswoningen met hier en daar twee-onder-een-kapwoningen. In het nieuwe gedeelte staan vooral moderne woningen die ieder door een garage van elkaar gescheiden worden. Bijna alle huizen zijn koopwoningen. Rond de Dr. Nolenslaan bevinden zich verder een groot aantal portiekflats.
Nagenoeg alle straten in de wijk zijn vernoemd naar historische personen uit de Zuidelijke Nederlanden, waaronder de schrijvers Henric van Veldeke, Albrecht Rodenbach en Frans Erens.

## Voorzieningen
De wijk kent door de ligging nabij het centrum slechts een klein aantal eigen voorzieningen. Er bevinden zich een katholieke basisschool, een huisartsenpraktijk en enkele horecagelegenheden. Voor de meeste winkelgelegenheden zijn de inwoners vooral aangewezen op het centrum. De parochiekerk is in het jaar 2010 wegens een teruglopend aantal kerkgangers aan de eredienst onttrokken. In het midden van de wijk, aan de Hemelsley, ligt een klein park en verder grenst de wijk in het noorden aan het recreatiegebied de Schwienswei, waar onder andere het zwembad De Nieuwe Hateboer, het CIOS en het Euregionaal Sport- en Congrescentrum zijn gelegen. Ook grenst het aan de scholencomplexen van Hogeschool Zuyd in de wijk Overhoven.
Delen van de wijk zijn per openbaar vervoer goed bereikbaar met doordeweeks vier bussen per uur richting het station vanaf de Dr. Nolenslaan.